# Ventripila marginata
Ventripila marginata is een hooiwagen uit de familie Cranaidae.